# Flushing Meadows–Corona Park
Flushing Meadows–Corona Park som blandt også kaldes Flushing Meadows Park ligger i det nordlige Queens i New York City, USA.
Den er den tredje største park i New York City og blev anlagt i forbindelse med verdensudstillingen i New York i 1939/1940. Parken var også brugt ved verdensudstillingen i New York i 1964. Flushing Meadows–Corona Park er cirka 5 kvadratkilometer stor.
Parken er kendt for den årlige grand slam-turnering i tennis, US Open som holdes på USTA Billie Jean King National Tennis Center. Det største stadion inde på anlægget hedder Arthur Ashe Stadium og det næststørste hedder Louis Armstrong Stadium.
I parkens nordlige del findes Citi Field, som er hjemmearena for baseballholdet New York Mets.